# Glassnijder (gereedschap)

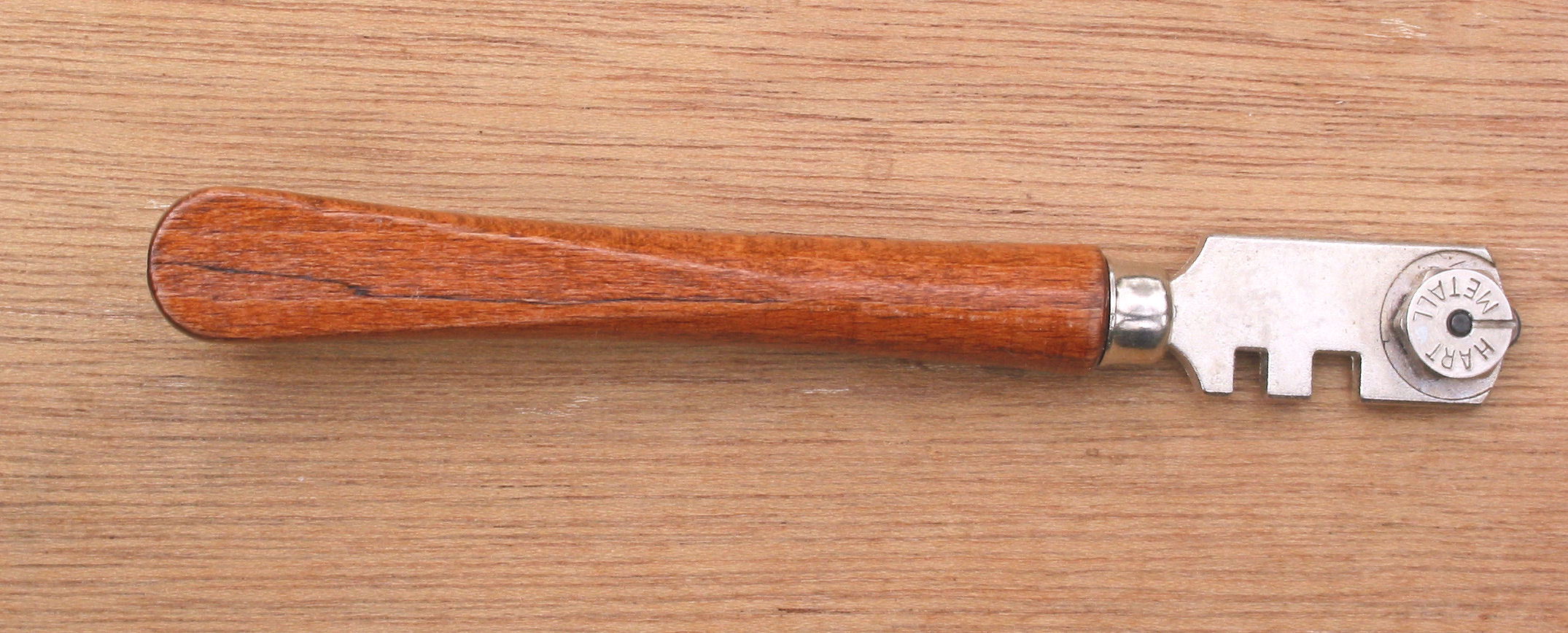
Glassnijder met hardmetalen wieltje

Een glassnijder is een stuk handgereedschap dat als hulpmiddel gebruikt  wordt om vlak glas te snijden. Met een glassnijder wordt glas niet gesneden, maar wordt op de te snijden lijn een kras aangebracht. Daartoe is hij voorzien van een wieltje, dat kan bestaan uit hard metaal, zoals wolfraamcarbide, of voorzien van een industriediamant. Ook zijn er inhammen aangebracht, waarmee stukjes glas van verschillende dikte weggebroken kunnen worden.
Door de glassnijder met druk over het glas te bewegen, wordt met het wieltje of de diamant een kras in het glas gemaakt. Door het glas op een tafelrand te leggen en op het af te breken stuk glas te drukken breekt het glas langs de kras af. Ook is het mogelijk het glas te breken door met het uiteinde tegen de onderkant van de kras te tikken, waardoor het glas langs de kras barst, hoewel de breukkant met deze methode vaak onregelmatig is.
Het handvat van de glassnijder gaat van plat naar rond; legt men nu dit overgangsstuk onder het glas op de gesneden glasnaad en drukt men op de twee glashelften, dan zal het glas erg gemakkelijk afbreken. Het breukvlak is dan ook gladder.
Voor een goede werking moet het wieltje van de glasnijder goed geolied worden en het glas op de snijplek met bijvoorbeeld wasbenzine goed schoongemaakt worden. Ook geeft het dopen van de glassnijder in terpentine een goed snijresultaat.